# Ďurkovce
Ďurkovce é um município da Eslováquia, situado no distrito de Veľký Krtíš, na região de Banská Bystrica. Tem 4,93 km² de área e sua população em 2018 foi estimada em 130 habitantes.

## Demografia
| Ano:        | 1994 | 2004    | 2014   | 2024 |
| ----------- | ---- | ------- | ------ | ---- |
| Broj ljudi: | 151  | 128     | 140    | 112  |
| Razlika:    |      | -15,23% | +9,37% | -20% |

| Ano:               | 2023 | 2024   |
| ------------------ | ---- | ------ |
| Número de pessoas: | 114  | 112    |
| Diferença:         |      | -1,75% |